# Cervinia pilosa
Cervinia pilosa is een eenoogkreeftjessoort uit de familie van de Aegisthidae. De wetenschappelijke naam van de soort is voor het eerst geldig gepubliceerd in 1948 door Lang.